# Efrén Fernández Varón
Efrén Fernández Varón (Quindío, 1938 - Quindío, 24 de dezembro de 2019) foi um escultor colombiano, notoriamente conhecido por ser o criador da técnica conhecida por barranquismo.
Com suas criações, Efrén foi premiado no Primer Salón de Artistas Quindianos.

## Obras
Suas esculturas encontram-se na sua cidade natal (a primeira foi esculpida em 1977). Por estarem próximas umas das outras, elas fazem parte do que ficou conhecido como La Ruta del Barranquismo, que atualmente é uma das atrações turísticas da cidade colombiana de Quindío.
- Diálogos del pensamiento - Esta escultura encontra-se na entrada leste da cidade de Quindío, no bairro María Cristina. Nesta obra foram esculpidas figuras de homens e mulheres pré-colombinos acolhedores e dizendo adeus às pessoas.[5]
- Alegoría al agua - Esta escultura encontra-se na avenida Bolívar da cidade de Quindío, no barranco da estação elétrica Regivit. Nesa obrra foi-se esculpida uma figura humana que simboliza o Deus Montaña, um índio que recolhe a água em uma folha de banana, um camponês que faz o mesmo.[2]
- Alegoría a Armenia - Esta escultura encontra-se na Avenida Ancízar López López da cidade de Quindío. Nela, foram esculpidas figurações pré-colombianas, máscaras, penas águias, poporos, jacarés, uma silhueta da igreja catedral da cidade e o que o autor também aparece chama um grito cósmico, dado por um homem em defesa da terra.[2]